# 데스 인 베가스
데스 인 베가스(Death in Vegas)는 영국의 일렉트로닉 음악을 하는 그룹으로 리차드 피어리스를 중심으로 구성되었다. 1994년 리차드 피어리스와 스티브 헬리어가 데드 엘비스란 이름으로 콘크리트 레코드사와 계약을 맺었는데 동명의 아일랜드 음반 레이블이 있었기에 데드 엘비스라는 이름은 대신 첫 앨범명이 되었다.

## 역사

### <Dead Elvis>
데뷔 앨범인 <Dead Elvis>(1997년)는 여러 음악 장르의 혼합체였는데 대부분의 곡들은 기본적으로 일렉트로닉 댄스 음악에 기반해 있었다. 앨범이 발매된 지 얼마 안 되어 헬리어는 떠났고 대신 이미 믹싱과 엔지니어로서 앨범에 참여했던 팀 홈즈로 교체되었다.

### <The Contino Sessions>
1999년의 두 번째 앨범 <The Contino Sessioins>는 이전과는 약간 다른 뱡향을 취했다. 첫 번째 앨범에서 게스트 보컬들을(도트 앨리슨, 바비 길레스피, 이기 팝, 짐 레이드 등) 섭외했던 것과는 달리 이번에는 약기 쪽에 더 집중했다. 록의 영향이 주를 이루기는 했지만 아직 일렉트로닉의 요소들이 남아있었고 특히 드럼 머신이 리듬 트랙을 깔린 첫 곡 "Dirge"는 리바이스 청바지 광고음악으로 사용되었고 영화 <블레어 위치 프로젝트 2>, <블랙 달리아>, <칩 스릴>, <디스코 픽스>, <라스트 하우스 온 더 레프트>를 비롯하여 드라마 <비잉 휴먼>, <미스핏츠> 등에 사용되었다. 이기 팝이 보컬을 맡은 "Aisha"와 함께 "Dirge"를 통해 밴드가 알려졌으며 2000년 머큐리 음악상 후보에까지 오른다. 한편 "Dirge"는 법정공방의 대상이 되기도 했는데 파이브 오어 식스라는 밴드의 "Another Reason"이라는 곡에서 많은 부분을 차용했기 때문이었고 파이브 오어 식스가 작곡에 이름을 올림으로서 결론지어졌다. "Aisha"는 영국에서 톱 10에 올랐고 플레이스테이션 2의 그란투리스모 3: A-spec에 사용되기도 했다.

### <Scorpio Rising>
거의 3년의 공백 후 2002년 9월, 세 번째 앨범 <Scorpio Rising>이 발매되었다. 그동안 투어를 했고 "Scorpio"란 곡으로 잠시 그들의 테크노 뿌리로 돌아왔는데 이 곡은 앨범에는 들어가지 않았고 싱글로 나온 "Hands Around My Throat"의 B-사이드 곡으로 출시되었다. 앨범 제목은 케네스 앵거의 아방가르드 컬트 영화 제목에서 따왔으며 리암 갤러거가 부른 타이틀곡의 가사는 논란이 많은 앵거의 영화 분위기를 반영하고 있다. 이 곡 역시 스테이터스 쿠오의 "Pictures of Matchstick Men"에서 많이 차용했는데 결국 프랜시스 로시가 작곡 크레딧을 받는 것으로 해결되었다. 또한 이 곡도 소니 에릭슨 광고와 영화 <애니매트릭스>에 쓰였고 "Girls"의 경우 소피아 코폴라의 영화 <사랑도 통역이 되나요?>와 안젤라 로빈슨의 <D.E.B.S.> 및 드라마 <베로니카 마스>, BBC의 <센스 앤 센서빌리티>에 사용되었다. 이 앨범은 콘크리트 레코드에서의 마지막 정규 앨범이었고 이후 2004년에 콘크리트는 베스트 앨범 <Milk It>을 발매했다.

### <Satan's Circus>
데스 인 베가스는 자신의 레이블 드론 레코드를 설립하고 2004년 네 번째 앨범 <Satan's Circus>를 발매했다.
크라프트베르크의 "Trans-Europe Express"와 "Kometenmelodie 2"의 멜로디는 각각 "Zugaga"와 "Kontroll" 트랙에 사용되었다. 이전 두 앨범과 달리 <Satan's Circus>에는 게스트 보컬이 참여하지 않았고 이 앨범은 런던 브릭스턴 아카데미에서 열린 스콜피오 라이징 투어에서 녹음된 라이브 CD를 포함한 한정판 더블 팩으로도 출시되었다.

### 오아시스 앨범 제작
2003년 12월 말, 오아시스의 여섯 번째 앨범 <Don't Believe the Truth>의 일부 트랙을 프로듀싱하기 위해 콘월의 소우밀스 스튜디오에서 데스 인 베가스를 고용했다.

### <Trans-Love Energies>
다섯 번째 정규 앨범 <Trans-Love Energies>이 영국에서 2011년 9월 발매되었다. 오스트라의 케이티 스텔마니스와 리처드 피어리스의 보컬이 포함되었다.

### <Transmission>
여섯 번째 정규 앨범 <Transmission>은 2016년 5월에 발매되었고 보컬로 작가이자 섹스 심볼인 사샤 그레이가 참여했다. 바이스 매거진은 이 앨범에 대해 "밤문화의 더 어두운 가장자리의 끈적한 클럽을 통해 흘러나오는 EBM 유희"라고 표현했다. 한편 영화 <미션 임파서블: 폴아웃>에서 DJ 하비가 그랑 팔레 파티에서 이 앨범의 수록곡인 "Consequences of Love"를 트는 장면이 나온다.

## 멤버

### 현 멤버
- 리처드 피어리스 (Richard Fearless) - 제작, 작곡, 일렉트로닉 (1994년-현재)

### 전 멤버
- 팀 홈즈 (Tim Holmes) - 공동 제작, 엔지니어, 믹싱 (1996–2004년)
- 스티브 헬리어 (Steve Helier) - 공동 제작, 엔지니어, 믹싱 (1994–1999년)
- 얀 버튼 (Ian Button) - 기타 (1996–2011년)
- 테리 마일스 (Terry Miles) - 키보드 (2002–2004년)
- 대니 하몬드 (Danny Hammond) - 기타 (2002–2004년)
- 시무스 비겐 (Seamus Beaghen) - 키보드 (1996–2002년)
- 매트 플린트 (Mat Flint) - 베이스 (1996–2005년, 2011년)
- 데이브 닐 (Dave Neale) - 드럼 (2011년)
- 도미니크 킨 (Dominic Keane) - 베이스 (2011년)
- 사이먼 핸슨 (Simon Hanson) (스퀴즈, 플래넷 펑크) - 드럼 (1998–2004년)

## 음반

### 정규 음반
- Dead Elvis (1997년)
- The Contino Sessions (1999년)
- Scorpio Rising (2002년)
- Satan's Circus (2004년)
- Trans-Love Energies (2011년)
- Transmission (2016년)

### 컴필레이션 음반
- Back to Mine Vol. 16 (2004년)
- Milk It: The Best of Death in Vegas (2005년)
- FabricLive.23 (2005년)
- The Best of Death in Vegas (2007년)